# 畜栏

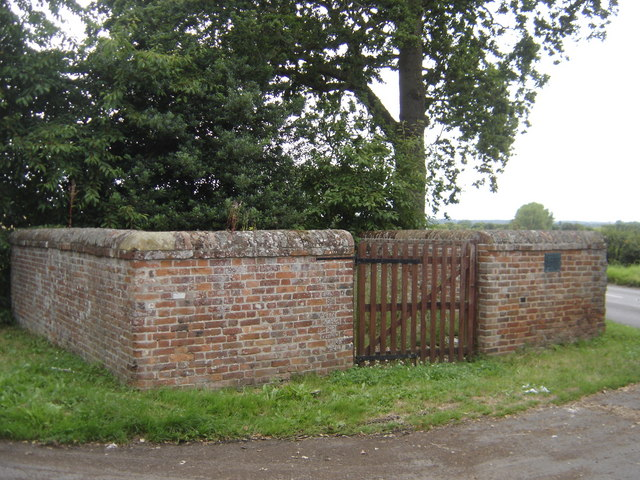
畜栏

畜欄是專門关押流浪牲畜的地方。這些牲畜大多是羊、猪和牛，而且會一直被關在围栏里，除非被人认领或被卖給他人。 中世纪大多数英格兰村庄都有畜欄，英國美洲殖民地和爱尔兰岛上也有畜欄。